# 化学实验箱
化学实验箱是一种具有教育意义的实验套装，使用箱内的仪器和试剂能够完成简单的化学实验。

## 历史

### 先驱者

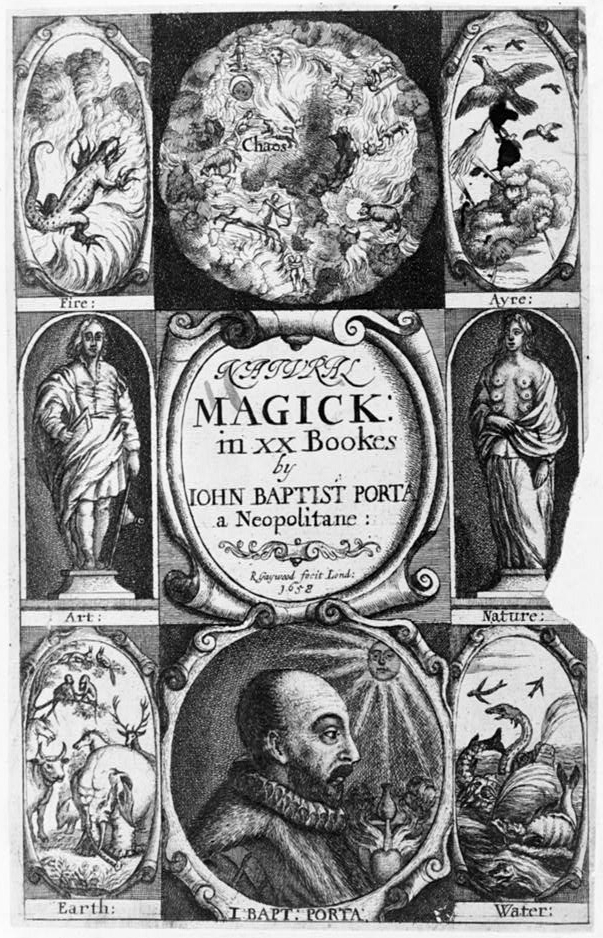
《自然魔法》，Giambattista della Porta，1658年

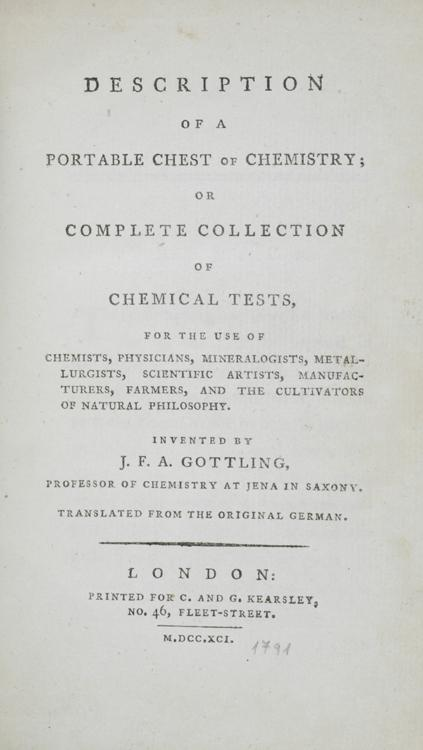
《便携式化学实验箱简介》，1791年

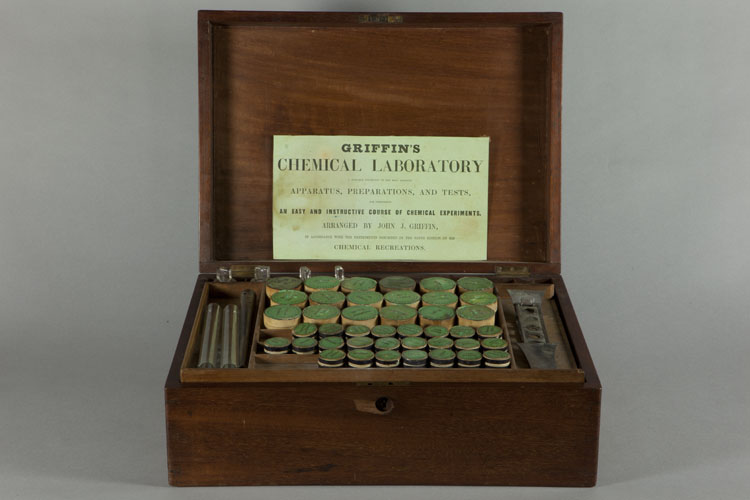
Griffin的化学实验室（格拉斯哥，约1850年）

化学实验箱的先驱者是17世纪的《自然魔法》书籍，其作者Giambattista della Porta在书中阐述了化学魔术、科学难题以及更为严肃的话题。
而最早的化学实验箱出现在18世纪的英国和德国，用于教育成年人化学。在1791年，Johann Friedrich August Göttling所著的德语书籍《便携式化学实验箱简介》及《化学家、医生、矿物学家、冶金学家、科学家、制造商、农民以及自然哲学的培养者的化学试验全集》被翻译为英语并发表。来自英国伦敦的Friedrich Accum开始出售便携式的化学实验箱。它们主要用来培训药剂师和医学生，能现场携带使用。
科学实验箱也吸引了来自上层阶级的受过良好教育的人们，他们也喜欢着做实验，展示他们的成果。来自费城的James Woodhouse出售了针对年轻人的“Young Chemist's Pocket Companion”（1797）——一个移动的实验室。Jane Marcet关于化学的书籍也是为年轻人普及化学的消遣读物。
从19世纪50年代末开始，John J. Griffin & Sons出售了一系列“化学箱”，最终提供了11类这样的箱子。这些箱子主要出售给成年人，包括小学教师及皇家海军学院、皇家农业学会、牛津大学和剑桥大学的学生。
在19世纪中叶到19世纪末的英国，魔术和错觉类的玩具让孩子们能够自己制作烟火，制造出隐形墨水油墨，并在显色时产生颜色变化，这些“魔术”大部分都基于化学的有关知识与原理。1897年的《哥伦比亚百科》将“化学玩具”定义为“主要是烟火，用于向年轻人说明化学原理，但很可能在使用的时候比市售的烟火的危险性更大”，百科同时列出了各种危险的例子。

### 化学实验箱

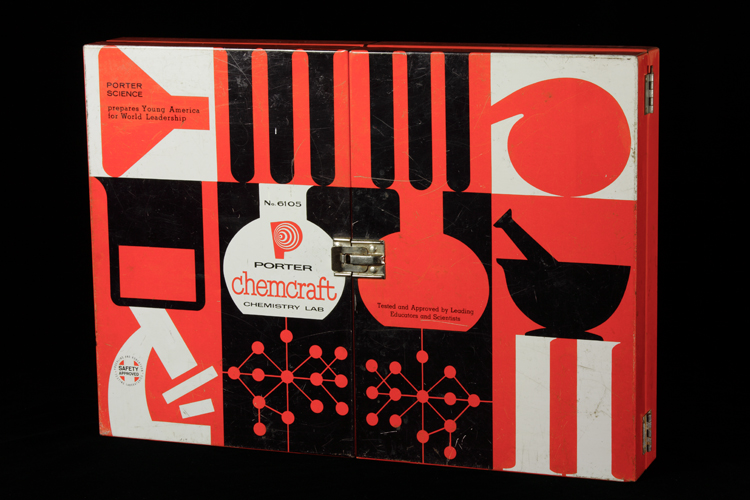
Porter Chemcraft Senior Set, 1957，陈列于化学遗产基金会

从20世纪初开始，现代的化学实验箱主要针对年轻人，旨在普及化学。在美国，最著名的实验箱是由波特化学公司和A.C.吉尔伯特公司生产的。虽然波特公司和吉尔伯特公司是美国最大的化学品生产商，但其他制造商如Skilcraft公司也是活跃的。
波特化学公司由约翰·波特和他的兄弟哈罗德·米切尔·波特于1914年创建。他们的最初目的是销售单独包装的化学试剂，但他们很快就推出了套装。约翰研究了实验，而哈罗德书写了说明书。他们最早的在“Chemcraft”商标下的玩具是“化学魔术”，售价不到1美元。到了20世纪20年代，他们出售了6种不同的套装，其中最大的套装的售价为25美元。他们制造的“玩具”种类在20世纪30年代变得更多。在20世纪50年代，可以买到“放射性”的玩具，如放射性的矿石，包括“原子能实验室”和盖革计数器。

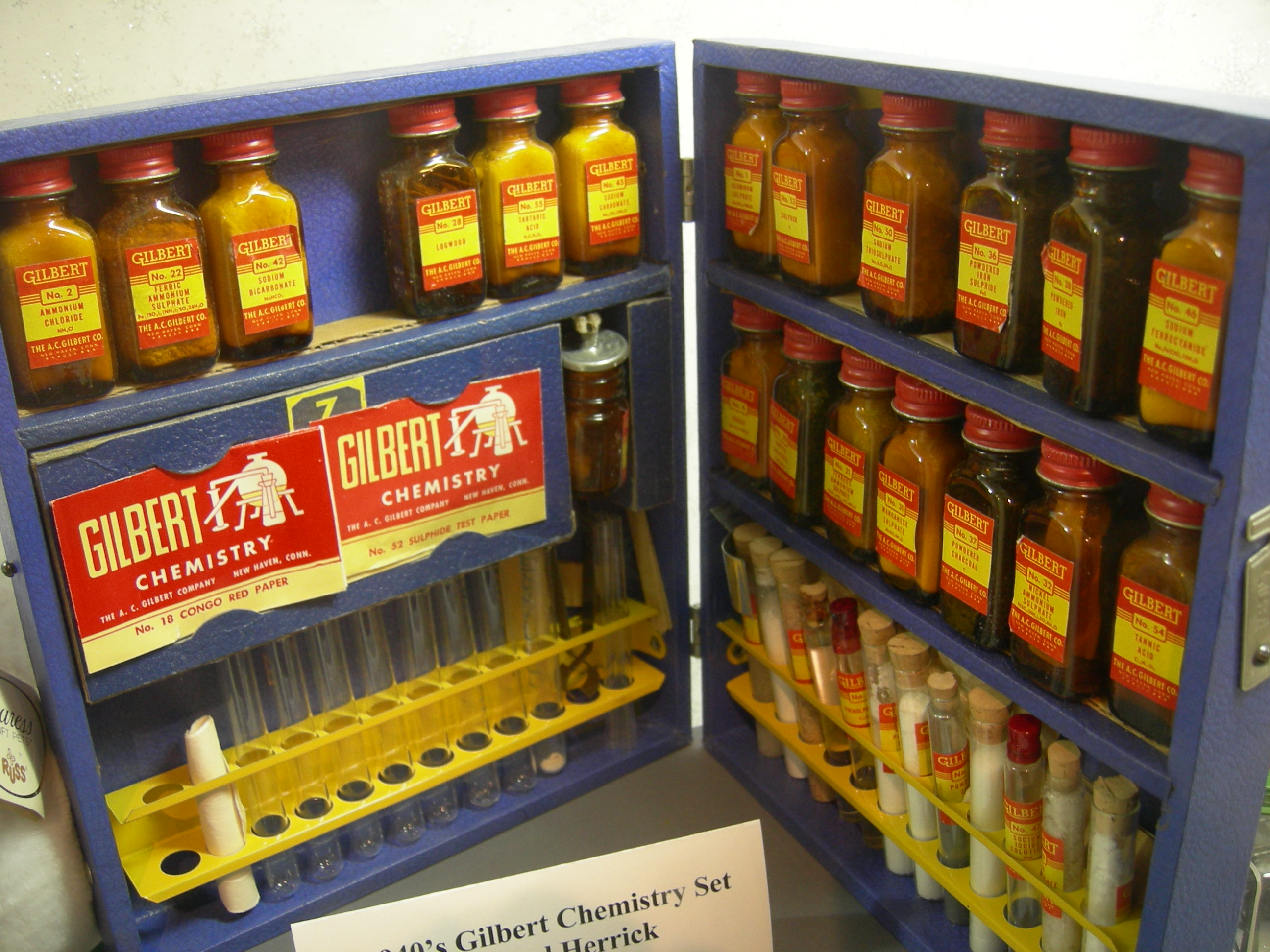
20世纪40年代的Gilbert化学实验箱

艾尔弗雷德·卡尔顿·吉尔伯特在耶鲁大学读医学生时通过表演魔术赚钱。他和John Petrie于1909年组建了Mysto制造公司（后来是A.C.Gilbert公司），并开始出售盒装的魔术箱。到了1917年，他们开始销售化学实验箱，在二战期间，尽管战时有着材料的限制，但是他们仍然继续生产。罗伯特·约翰逊指出，耶鲁大学有化学学生的对科学的兴趣起源于化学实验箱，他认为化学实验箱的生产是爱国意识的体现。
玩具公司通过“Chemcraft化学家俱乐部”的广告、附带的“Chemcraft科学杂志”、漫画和散文比赛（如波特的“为什么我想成为科学家”）来宣传并推广化学实验箱。从化学实验箱所起的名字及其广告中，通常可以发现其目的是让学生觉得化学是个有潜力的职业。化学实验箱向父母销售，为了让学生在今后的生活中获得成功。

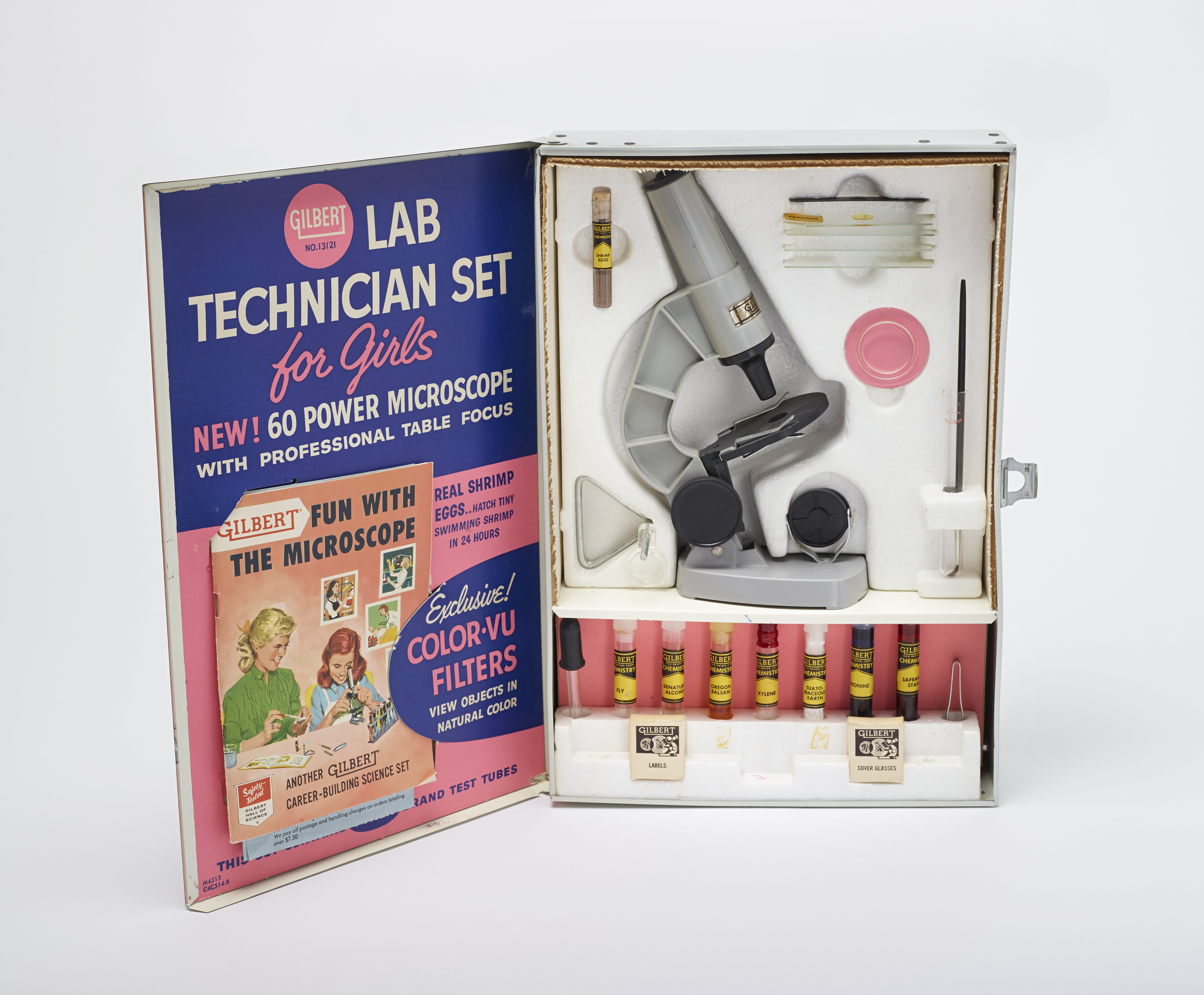
为女性提供的Gilbert实验室技术套装，1958年，现陈列于化学遗产基金会

化学实验箱的销售最初有着性别指向，针对“年轻的男性科学家”。在20世纪50年代，吉尔伯特专门为女性提供了化学实验箱，它一个粉红色的盒子，明确指出相比于成熟的科学家，女性可以成为实验室助理。
来自英国的著名化学实验箱包括20世纪60年代和70年代的托马斯·萨尔特科学（苏格兰生产）和后来的萨尔特科学，20世纪70年代和80年代的“MERIT”实验箱。Dekkertoys制造了一系列与之相似的实验箱，配有玻璃试管装的干燥化学品。

## 现状

### 欧美
20世纪60年代以来，越来越多对于化学、安全考虑和政府法规的社会不信任感，限制了化学实验箱内可获得的化学品，进行影响了涉及这些化学品的有关实验。在美国，1960年的联邦有害物质标签法案、1969年的玩具安全法和1972年成立的美國消費品安全委員會，以及1976年的有毒物质管理法都引入了新的管控措施。因此，在20世纪70年代和80年代，化学实验箱不再那么普及了。A.C.吉尔伯特公司于1967年停业，波特化学公司也于1984年停业。
除了少数产品外，现代的化学实验箱里的化学试剂减少了，并只十分简单的说明书，许多化学试剂是一次性的，只包含特定用途定量试剂。几位作者指出，从20世纪80年代起，对非法药物的生产、恐怖主义和法律责任的担忧致使化学实验箱变得越来越平淡无味。
尽管如此，市面上也存在着高质量的化学实验箱，如GCSE实验套装。

### 中国
中国市面上可以买到国产的科学实验箱，有化学、生物、物理多种套装。

## 内容
典型的化学实验箱包括着各种各样的化学仪器（如试管、酒精灯等）和化学试剂（如硫酸铜、镁条等）。

## 拓展链接
- Education for a New Generation: The Chemistry Set in History （页面存档备份，存于） (Video) from the Chemical Heritage Foundation （页面存档备份，存于）
- Educational Toys （页面存档备份，存于）